# Thesium emodi
Thesium emodi är en sandelträdsväxtart som beskrevs av Radovan Hendrych. Thesium emodi ingår i släktet spindelörter, och familjen sandelträdsväxter. Inga underarter finns listade i Catalogue of Life.